# Fritz Kampers
Fritz Kampers (Monaco di Baviera, 14 luglio 1891 – Garmisch-Partenkirchen, 1º settembre 1950) è stato un attore tedesco che iniziò la sua carriera all'epoca del muto.
In circa quarant'anni, prese parte quasi a trecento film, girando anche quattro pellicole come regista.

## Filmografia

### 1913
- Der Volkstyrann, regia di Fritz Kampers (1913)
- Das rosa Pantöffelchen, regia di Franz Hofer  (1913)

### 1917
- Der Rubin des Maharadscha, regia di Toni Attenberger (1917)

### 1918
- Der schwarze Jack, regia di Fred Stranz (1918)

### 1919
- Die sterbende Salome , regia di Franz Seitz (1919)
- Die Gemeinde von Sankt Helena und ihr Kaplan, regia di Franz Seitz (1919)
- Ein Hochzeitsmorgen, regia di Franz Seitz (1919)
- Verlorenes Spiel , regia di Franz Seitz (1919)
- Foxtrott-Papa, regia di Hans Oberländer (1919)
- Lyas Flirt mit dem Heiligen, regia di Hans Oberländer, Ernst Reicher (1919)

### 1920
- Zügelloses Blut. 1. Luxusfieber, regia di Jaap Speyer (1920)
- Zügelloses Blut. 2. Die Diamantenfalle, regia di Jaap Speyer (1920)
- Menschliche Trümmer, regia di Fritz Kampers (1920)
- Der Todesschacht, regia di Josef Coenen (1920)
- Der bayerische Hiasel, regia di Franz Seitz (1920)
- La fine dell'avventuriero  (Das Ende des Abenteurers Paolo de Caspado), regia di Franz Seitz (1920)
- Flametti 1. Teil - Die Unschuldigen, regia di Bruno Eichgrün (1920)
- Flametti 2. Teil - Das Gespensterfest, regia di Bruno Eichgrün (1920)
- Gefolterte Herzen - 1. Teil: Ohne Heimat , regia di Jaap Speyer (1920)
- Gefolterte Herzen - 2. Teil: Glück und Glas , regia di Jaap Speyer (1920)
- Der Ochsenkrieg, regia di Franz Osten (1920)
- Else, der Räuberbraut, regia di Rudi Bach (1920)
- Der letzte Schuß , regia di Franz Seitz (1920)
- Tom Black, der Verbrecherfürst, 1. Teil - Die Teufelsuhr, regia di Rudi Bach (1920)

### 1921
- Die rote Hexe, regia di Friedrich Fehér (1921)
- Das offene Grab, regia di Bruno Eichgrün (1921)
- Arme, kleine Eva - 2. Teil , regia di Rudi Bach (1921)
- Aus dem Schwarzbuch eines Polizeikommissars, 1. Teil - Loge Nr. 11, regia di Edmund Edel, Artúr Somlay e Arzén von Cserépy (1921)
- Was der Totenkopf erzählt, regia di Bruno Eichgrün (1921)
- Erzgauner, regia di Bruno Eichgrün (1921)
- Die Minderjährige - Zu jung fürs Leben, regia di Alfred Tostary (1921)
- Die drohende Faust, regia di Bruno Eichgrün (1921)
- Die Diamentenkonkurrenz, regia di Trude Santen (1921)
- Die Apotheke des Teufels, regia di Bruno Eichgrün (1921)
- Der Ausgestoßene, regia di Franz Seitz (1921)

### 1922
- Gelbstern (1922)
- Schamlose Seelen oder Ein Mädchenhandel, regia di Wolfgang Neff (1922)
- Der Todesreigen, regia di William Karfiol (1922)
- Monna Vanna, regia di Richard Eichberg (1922)
- Lola Montez, die Tänzerin des Königs, regia di Willi Wolff (1922)
- Schande, regia di Siegfried Dessauer (1922)
- Die Kartenlegerin, regia di Bruno Eichgrün (1922)
- Der Passagier in der Zwangsjacke, regia di Rudolf Walther-Fein (1922)
- Der alte Gospodar, regia di Rolf Randolf (1922)

### 1923
- Tiefland, regia di Adolf E. Licho (1923)
- Schlagende Wetter, regia di Karl Grune (1923)
- Hallig Hooge, regia di Willy Schäfer (1923)
- Der steinerne Reiter, regia di Fritz Wendhausen (1923)
- Der Mensch am Wege, regia di Wilhelm Dieterle (William Dieterle) (1923)
- Wilhelm Tell, regia di Rudolf Dworsky, Rudolf Walther-Fein (1923)
- Nachtstürme, regia di Hanns Kobe (1923)

### 1924
- Lord Reginalds Derbyritt, regia di Arthur Teuber (1924)
- Nanon, regia di Hanns Schwarz (1924)
- Ein Traum vom Glück, regia di Paul L. Stein (1924)
- Der Weg zu Gott, regia di Franz Seitz (1924)
- Arabella, regia di Karl Grune (1924)
- Die Stimme des Herzens, regia di Hanns Schwarz (1924)
- Die Liebesbriefe einer Verlassenen (1924)
- In den Krallen der Schuld, regia di Fred Rommer (1924)

### 1925
- Menschen am Meer, regia di Léo Lasko (1925)
- Aufstieg der kleinen Lilian, regia di Fred Sauer (1925)
- Komödianten, regia di Karl Grune (1925)
- Zapfenstreich, regia di Conrad Wiene (1925)
- Reveille, das große Wecken, regia di Fritz Kaufmann, George Pearson (1925)
- Wallenstein, 1. Teil - Wallensteins Macht , regia di Rolf Randolf (1925)
- Die vom Niederrhein, regia di Rudolf Walther-Fein, Rudolf Dworsky (1925)
- Götz von Berlichingen zubenannt mit der eisernen Hand, regia di Hubert Moest (1925)
- Halbseide, regia di Richard Oswald (1925)
- Wallenstein, 2. Teil - Wallensteins Tod, regia di Rolf Randolf (1925)
- Entsiegelte Lippen, regia di Bruno Eichgrün (1925)
- Die vom Niederrhein, 2. Teil , regia di Rudolf Walther-Fein (1925)

### 1926
- Grüß mir das blonde Kind am Rhein, regia di Carl Boese (1926)
- Heiratsannoncen, regia di Fritz Kaufmann (1926)
- Il mulino di San Souci (Die Mühle von Sanssouci), regia di Siegfried Philippi e Frederic Zelnik (1926)
- Der Mann ohne Schlaf, regia di Carl Boese (1926)
- Der Stolz der Kompagnie, regia di Georg Jacoby (1926)
- Fünf-Uhr-Tee in der Ackerstraße, regia di Paul Ludwig Stein (1926)
- Unser täglich Brot, regia di Constantin J. David (1926)
- Nanette macht alles, regia di Carl Boese (1926)
- Der Prinz und die Tänzerin, regia di Richard Eichberg (1926)
- Der Provinzonkel, regia di Manfred Noa (1926)
- Der Hauptmann von Köpenick, regia di Siegfried Dessauer (1926)
- Wir sind vom K. u. K. Infanterie-Regiment, regia di Richard Oswald (1926)
- Ich hatt' einen Kameraden, regia di Conrad Wiene (1926)
- Kubinke, der Barbier, und die drei Dienstmädchen, regia di Carl Boese (1926)
- Die Kleine und ihr Kavalier, regia di Richard Löwenbein (1926)
- Überflüssige Menschen, regia di Aleksandr Razumnyj (1926)
- Die Flucht in den Zirkus, regia di Mario Bonnard, Guido Schamberg (Guido Parish)
- Der Pfarrer von Kirchfeld, regia di Jacob Fleck, Luise Fleck (1926)
- Der Jäger von Fall, regia di Franz Seitz (1926)
- In der Heimat, da gibt's ein Wiedersehn!, regia di Leo Mittler, Reinhold Schünzel (1926)

### 1927
- Die Piraten der Ostseebäder, regia di Valy Arnheim (1927)
- Deutsche Frauen - Deutsche Treue, regia di Wolfgang Neff (1927)
- Verbotene Liebe, regia di Friedrich Fehér (1927)
- Das rosa Pantöffelchen, regia di Franz Hofer (1927)
- Der Juxbaron, regia di Willi Wolff (1927)
- Il padrone del mondo (Der Meister der Welt) , regia di Gennaro Righelli (1927)
- Frühere Verhältnisse, regia di Arthur Bergen (1927)
- Die selige Exzellenz, regia di Adolf E. Licho, Wilhelm Thiele (1927)
- Ein schwerer Fall, regia di Felix Basch (1927)
- Ich habe im Mai von der Liebe geträumt, regia di Franz Seitz (1927)
- Der Fluch der Vererbung, regia di Adolf Trotz (1927)
- Der Bettler vom Kölner Dom, regia di Rolf Randolf (1927)
- Vom Leben getötet, regia di Franz Hofer (1927)
- Funkzauber, regia di Richard Oswald (1927)
- Leichte Kavallerie, regia di Rolf Randolf (1927)
- Ein Mädel aus dem Volke, regia di Jacob Fleck, Luise Fleck (1927)
- Wochenendzauber, regia di Rudolf Walther-Fein (1927)
- Wenn Menschen reif zur Liebe werden, regia di Jacob Fleck e Luise Fleck (1927)
- Petronella - Das Geheimnis der Berge, regia di Hanns Schwarz (1927)
- Schwere Jungs - leichte Mädchen, regia di Carl Boese (1927)
- Die Tochter des Kunstreiters, regia di Siegfried Philippi (1927)

### 1928
- Gustav Mond, Du gehst so stille, regia di Reinhold Schünzel (1928)
- Dragonerliebchen, regia di Rudolf Walther-Fein (1928)
- Der Piccolo vom Goldenen Löwen, regia di Carl Boese (1928)
- Es zogen drei Burschen, regia di Carl Wilhelm (1928)
- Da hält die Welt den Atem an
- Heut tanzt Mariett
- Almenrausch und Edelweiss
- Herbstzeit am Rhein
- Fräulein Chauffeur
- Die Dame und ihr Chauffeur
- Vom Täter fehlt jede Spur
- Der Henker
- Robert und Bertram, regia di Rudolf Walther-Fein (1928)
- Ein besserer Herr
- Der Weiberkrieg
- Mary Lou
- Die Dame mit der Maske, regia di Wilhelm Thiele (1928)
- Ossi hat die Hosen an
- Berlin After Dark
- Heiratsfieber
- Das Haus ohne Männer
- Lemkes sel. Witwe, regia di Carl Boese (1928)

### 1929
- Drei Tage auf Leben und Tod - aus dem Logbuch der U.C.1
- Somnambul
- Tempo! Tempo!
- Fräulein Fähnrich
- Wem gehört meine Frau?
- La principessa del circo  (Die Zirkusprinzessin), regia di Victor Janson (1929)
- Die Frau, die jeder liebt, bist du!, regia di Carl Froelich (1929)
- Das närrische Glück, regia di Johannes Guter, Rudolf Walther-Fein (1929)
- Durchs Brandenburger Tor. Solang noch Untern Linden...
- Das Recht der Ungeborenen
- Autobus Nr. 2
- Die fidele Herrenpartie, regia di Rudolf Walther-Fein (1929)
- Ehe in Not
- La danzatrice di corda (Katharina Knie), regia di Karl Grune (1929)
- Jugendtragödie
- Die Herrin und ihr Knecht, regia di Richard Oswald (1929)

### 1930
- Wenn Du noch eine Heimat hast, regia di Siegfried Philippi  (1930)
- Ratten der Grosstadt, regia di Wolfgang Neff (1930)
- Das Donkosakenlied, regia di Georg Asagaroff (1930)
- Der Witwenball
- Freiheit in Fesseln
- O Mädchen, mein Mädchen, wie lieb' ich Dich!
- Westfront
- Due mondi  (Two Worlds), regia di E.A. Dupont (1930)
- Dreyfus, regia di Richard Oswald (1930)
- Lumpenball
- Il capitano di corvetta (Der Korvettenkapitän), regia Rudolf Walther-Fein (1930)
- La sirenetta dell'autostrada (Die Drei von der Tankstelle) , regia di Wilhelm Thiele (1930)
- Zwei Welten , regia di E.A. Dupont (1930)
- Pension Schöller, regia di Georg Jacoby (1930)
- Die lustigen Musikanten
- Kohlhiesels Töchter, regia di Hans Behrendt (1930)
- Tingel-Tangel

### 1931
- Schuberts Frühlingstraum, regia di Richard Oswald (1931)
- Die Bräutigamswitwe, regia di Richard Eichberg (1931)
- Let's Love and Laugh, regia di Richard Eichberg (1931)
- Il fascino dello spazio (Gloria), regia di Hans Behrendt (1931)
- Reserve hat Ruh, regia di Max Obal (1931)
- Schützenfest in Schilda, regia di Adolf Trotz (1931)
- Strohwitwer, regia di Georg Jacoby (1931)
- La tragedia della miniera (Kameradschaft), regia di Georg Wilhelm Pabst (1931)

### 1932
- Der Stolz der 3. Kompanie, regia di Fred Sauer (1932)
- Drei von der Stempelstelle, regia di Eugen Thiele (1932)
- Skandal in der Parkstraße, regia di Franz Wenzler (1932)
- Frau Lehmanns Töchter, regia di Carl Heinz Wolff (1932)
- Strafsache von Geldern, regia di Willi Wolff (1932)
- Drei von der Kavallerie, regia di Carl Boese (1932)
- Ballhaus goldener Engel, regia di Georg C. Klaren (1932)
- Grün ist die Heide, regia di Hans Behrendt (1932)
- Strich durch die Rechnung, regia di Alfred Zeisler (1932)
- Liebe in Uniform, regia di Georg Jacoby (1932)
- Großstadtnacht, regia di Fёdor Aleksandrovič Ocep (1932)
- Nell'azzurro del cielo (Das Blaue vom Himmel), regia di Victor Janson (1932)
- Il grande agguato (Der Rebell), regia di Curtis Bernhardt, Edwin H. Knopf e Luis Trenker (1932)

### 1933
- Eine Stadt steht kopf, regia di Gustaf Gründgens (1933)
- Melodie imperiali (Kaiserwalzer), regia di Friedrich Zelnik (1933)
- Ganovenehre: Ein Film aus der Berliner Unterwelt, regia di Richard Oswald (1933)
- Eine Frau wie Du, regia di Carl Boese (1933)
- Zwei gute Kameraden, regia di Max Obal (1933)
- Manolescu, der Fürst der Diebe, regia di Georg C. Klaren, Willi Wolff (1933)
- Ein Lied geht um die Welt, regia di Richard Oswald (1933)
- Der Meisterdetektiv, regia di Franz Seitz (1933)
- Schüsse an der Grenze, regia di J.A. Hübler-Kahla (1933)
- Kleiner Mann - was nun?, regia di Fritz Wendhausen (1933)
- Die Fahrt ins Grüne, regia di Max Obal (1933)
- Der Judas von Tirol , regia di Franz Osten (1933)
- Drei blaue Jungs, ein blondes Mädel, regia di Carl Boese (1933)
- Drei Kaiserjäger, regia di Franz Hofer, Robert Land (1933)
- Die vom Niederrhein, regia di Max Obal (1933)
- Der Jäger aus Kurpfalz, regia di Carl Behr (1933)
- Die verlorene Melodie, regia di Walter Brügmann (1933)

### 1934
- Schön ist jeder Tag den Du mir schenkst, Marie Luise, regia di Willy Reiber (1934)
- Die vier Musketiere, regia di Heinz Paul (1934)
- Der Doppelbräutigam, regia di Martin Frič (come Mac Fric) (1934)
- Der Herr Senator. Die fliegende Ahnfrau, regia di Fred Sauer
- La Paloma. Ein Lied der Kameradschaft , regia di Karl Heinz Martin, Robert Neppach (1934)
- Die Liebe und die erste Eisenbahn, regia di Hasso Preiß, Robert Neppach (1934)

### 1935
- Zingaro barone (Zigeunerbaron), regia di Karl Hartl (1935)
- Cavalleria leggera
- Soldatenlieder

### 1936
- Marta, regia di Karl Anton e Frank Clifford (1936)
- Die Drei um Christine, regia di Hans Deppe (1936)
- Der Bettelstudent, regia di Georg Jacoby (1936)
- Oro nero (Stadt Anatol), regia di Viktor Turžanskij (1936)
- Das Veilchen vom Potsdamer Platz, regia di J.A. Hübler-Kahla (1936)

### 1937
- La resa del Sebastopoli (Weiße Sklaven), regia di Karl Anton (1937)
- Meiseken, regia di Hans Deppe (1937)
- Spiel auf der Tenne, regia di Georg Jacoby (1937)

### 1938
- Sei ore di permesso (Urlaub auf Ehrenwort), regia di Karl Ritter (1938)
- Konzert in Tirol, regia di Karl Heinz Martin (1938)
- Un dramma nell'Artide (Nordlicht), regia di Herbert B. Fredersdorf (1938)
- La squadriglia degli eroi (Pour le Mérite), regia di Karl Ritter (1938)

### 1939
- Spaßvögel, regia di Fritz Peter Buch (1939)
- In nome del popolo (Im Namen des Volkes), regia di Erich Engels (1939)
- Robert und Bertram, regia di Hans H. Zerlett (1939)
- Das Ekel, regia di Hans Deppe (1939)
- Die goldene Maske, regia di Hans H. Zerlett (1939)
- Sotto la maschera (Verdacht auf Ursula), regia di Karl Heinz Martin (1939)
- Legion Condor, regia di Karl Ritter (1939)
- Das große Los, regia di Alfred Stöger (1939)

### 1940
- Weltrekord im Seitensprung, regia di Georg Zoch (1940)
- Il ribelle della montagna (Der Feuerteufel), regia di Luis Trenker (1940)
- La stella di Rio (Stern von Rio), regia di Karl Anton (1940)
- Il sogno di carnevale (Bal paré), regia di Karl Ritter (1940)
- Links der Isar - rechts der Spree
- Das Fräulein von Barnhelm, regia di Hans Schweikart (1940)

### 1941
- Der laufende Berg, regia di Hans Deppe (1941)
- Über alles in der Welt, regia di Karl Ritter (1941)
- Soltanto tu! (Immer nur-Du!), regia di Karl Anton (1941)

### 1942
- Anschlag auf Baku, regia di Fritz Kirchhoff (1942)
- Die Entlassung, regia di Wolfgang Liebeneiner (1942)

### 1943
- Der Ochsenkrieg, regia di Hans Deppe (1943)
- Kohlhiesels Töchter, regia di Kurt Hoffmann (1943)
- Der zweite Schuß, regia di Martin Frič (come Martin Fritsch) (1943)
- Kollege kommt gleich, regia di Karl Anton (1943)
- Gabriele Dambrone, regia di Hans Steinhoff (1943)
- Akrobat Schööön!, regia di Wolfgang Staudte (1943)

### 1944
- In flagranti,regia di Hans Schweikart (1944)
- Familie Buchholz, regia di Carl Froelich (1944)
- Neigungsehe, regia di Carl Froelich (1944)
- Die Zaubergeige, regia di Herbert Maisch (1944)
- Der Meisterdetektiv, regia di Hubert Marischka (1944)
- Das Konzert, regia di Paul Verhoeven (1944)

### 1945
- Wir beide liebten Katharina, regia di Arthur Maria Rabenalt (1945)
- Der Scheiterhaufen, regia di Günther Rittau (1945)

### 1946
- Peter Voss, der Millionendieb, regia di Karl Anton (1946)

### 1947
- Jugendliebe, regia di Eduard von Borsody  (1947)

### 1948
- Morgen ist alles besser, regia di Arthur Maria Rabenalt (1948)

### 1949
- Nichts als Zufälle, regia di E.W. Emo (1949)
- Freitag, der 13. , regia di Erich Engels (1949)
- Ich mach dich glücklich, regia di Sándor Szlatinay (come Alexander von Slatinay) (1949)

### 1950
- Das Geheimnis des Hohen Falken, regia di Christian Hallig (1950)
- Die Kreuzlschreiber, regia di Eduard von Borsody (1950)
- Des Lebens Überfluss, regia di Wolfgang Liebeneiner (1950)
- Schwarzwaldmädel, regia di Hans Deppe (1950)
- Sensation im Savoy, regia di Eduard von Borsody (1950)
- Die Sterne lügen nicht, regia di Jürgen von Alten (1950)
- Nacht ohne Sünde, regia di Karl Georg Külb (1950)